# Gare de Mont-Saint-Guibert
La gare de Mont-Saint-Guibert est une gare ferroviaire belge de la ligne 161, de Schaerbeek à Namur, située au bourg centre de la commune de Mont-Saint-Guibert dans la province du Brabant wallon.
Elle est mise en service en 1855 par la Grande compagnie du Luxembourg avant de devenir une gare de l'Administration des chemins de fer de l'État belge. C'est une halte voyageurs de la Société nationale des chemins de fer belges (SNCB) desservie par des trains omnibus (L) et Heure de pointe (P).

## Situation ferroviaire
Établie à 117 mètres d'altitude, la gare de Mont-Saint-Guibert est située au point kilométrique (PK) 33,760 de la ligne 161, de Schaerbeek à Namur, entre les gares de Ottignies et de Blanmont.
Elle a trois voies, deux quais, dont un central. La voie 3 est destinée à recevoir les omnibus pour laisser passer les directs sur la voie 2 quand ceux-ci sont en retard.

## Histoire
La « gare de Mont-Saint-Guibert » est mise en service le 14 juin 1855. par la Grande compagnie du Luxembourg lorsqu'elle ouvre à l'exploitation la section de La Hulpe à Gembloux.
En 1895, on y installe des ponts-bascules pour les chariots et en 1896, c'est une gare ouverte à tous les transports.
Jusqu'en 1981 la décharge de Mont-Saint-Guibert était utilisée pour l'enfouissement de déchets venus de la capitale avec un train par jour ouvrable, via Haren et Watermael. Roulant au milieu de la journée, le "train des poubelles" était réceptionné dans la cour à marchandises et les wagons tombereaux étaient pris en charge par un locotracteur de la firme Vandenbosch pour rebrousser vers l'embranchement de la décharge, établie dans une ancienne sablière.
Depuis le 5 juillet 2013, la gare est devenue un point d'arrêt et le guichet est définitivement fermé.

### Le bâtiment de la gare

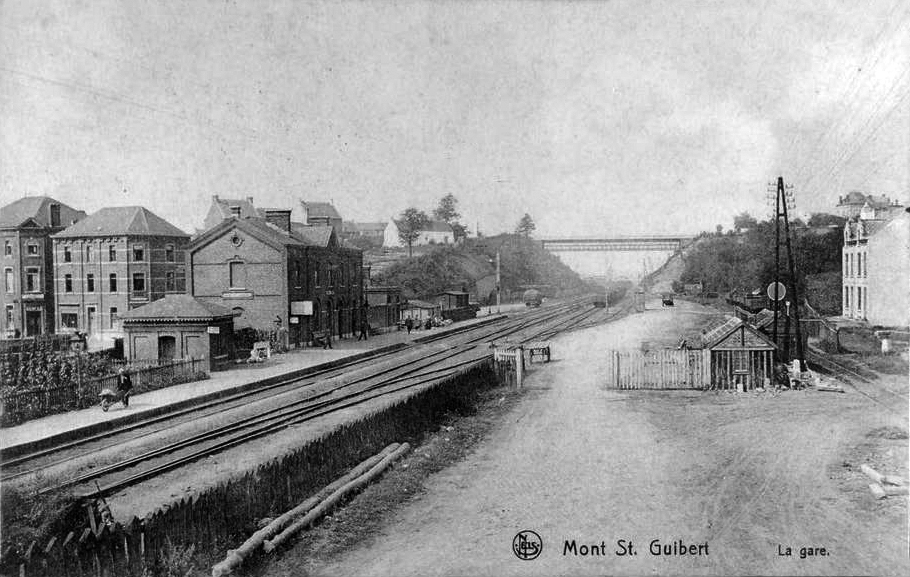
La gare vers 1900.

Pour la construction de ses gares, la Grande Compagnie du Luxembourg réalisa plusieurs modèles standards et choisit, pour un grand nombre de ses gares secondaires, de construire le même modèle de bâtiment rectangulaire de deux niveaux sous bâtière comportant trois travées.
Chaque façade était symétrique. Au centre, on retrouve un oculus sous une corniche en mitre.
Les façades sont en brique apparente avec un cordon de pierre bleue au rez-de-chaussée joignant la naissance des arcs qui surplombent chaque ouverture (les arcs sont en plein cintre au rez-de-chaussée et bombés à l’étage). On retrouvait également deux cordons de briques, l'un marquant la séparation entre les deux étages et l'autre reliant le larmier des fenêtres à l'étage. Ces gares seront par la suite portées à cinq travées avec une avancée au niveau des trois travées centrales côté rue. Ce modèle de gare était le plus répandu de la Grande Compagnie du Luxembourg et fut édifié à Tilff, Rhisnes, Esneux, Saint-Denis-Bovesse, Barvaux, Bomal, Chastre, et Mont-Saint-Guibert. Seules les quatre premières existent toujours à l’heure actuelle.
Comme la plupart des gares de ce type, celle de Mont-Saint-Guibert a reçu une annexe à toit plat du côté du logement de fonction du chef de gare, une seconde annexe de l'autre côté, accueillait un petit poste d'aiguillage.
À un moment, la gare perdit ses corniches en mitre au milieu des façades et les oculi furent comblés.
Considéré comme vétuste, l'ancien bâtiment voyageurs, qui était mal entretenu, fut détruit au début des années 2000, cette gare est à l'origine du développement du quartier. Il est remplacé par un petit bâtiment.
La nouvelle gare est d'aspect moderne mais emploie des matériaux traditionnels (brique, ardoises) combinée à une grande ouverture vitrée. L'ancien poste d'aiguillage resta quelques années de plus avant d'être à son tour rasé, ses fonctions étant désormais assurées depuis la gare d'Ottignies.

## Service des voyageurs

### Accueil
Halte SNCB, c'est un point d'arrêt non géré (PANG) à accès libre. Elle est équipée d'automates pour l'achat de titres de transport, ses deux quais disposent d'abris.
Un passage souterrain permet la traversée des voies et l'accès aux quais.

### Desserte
Mont-Saint-Guibert est une halte voyageurs de la Société nationale des chemins de fer belges (SNCB) desservie par des trains omnibus (L) et Heure de pointe (P) de la relation Ottignies - Gembloux - Namur (voir fiches horaires de la ligne).
En semaine, la desserte comprend un train L par heure complétés par deux trains P Ottignies - Gembloux et un train P Namur - Ottignies dans chaque sens (le matin) ainsi qu'un train P Namur - Ottignies et deux trains P Ottignies - Namur (l'après-midi).
Les weekends et jours fériés, seuls circulent les trains L (un toutes les deux heures).

### Intermodalité
Un parc pour les vélos et un parking pour les véhicules y sont aménagés. Elle est desservie par l'arrêt Mont-Saint-Guibert Gare (St jean) des  lignes 30,34 et 205 proxibus inter CML du réseau TEC.

## Comptage voyageurs
Ce graphique et tableau montre le nombre de voyageurs embarquant en moyenne durant la semaine, le samedi et le dimanche.
| Nombre de passagers qui embarquent à la gare de Mont-Saint-Guibert | Nombre de passagers qui embarquent à la gare de Mont-Saint-Guibert | Nombre de passagers qui embarquent à la gare de Mont-Saint-Guibert | Nombre de passagers qui embarquent à la gare de Mont-Saint-Guibert |
|                                                                    | Semaine                                                            | Samedi                                                             | Dimanche                                                           |
| ------------------------------------------------------------------ | ------------------------------------------------------------------ | ------------------------------------------------------------------ | ------------------------------------------------------------------ |
| 1977                                                               | 471                                                                | 99                                                                 | 80                                                                 |
| 1978                                                               | 605                                                                | 97                                                                 | 83                                                                 |
| 1979                                                               | 514                                                                | 130                                                                | 61                                                                 |
| 1980                                                               | 525                                                                | 104                                                                | 51                                                                 |
| 1981                                                               | 552                                                                | 117                                                                | 68                                                                 |
| 1982                                                               | 522                                                                | 122                                                                | 83                                                                 |
| 1983                                                               | 488                                                                | 108                                                                | 52                                                                 |
| 1984                                                               | 481                                                                | 89                                                                 | 87                                                                 |
| 1985                                                               | 602                                                                | 161                                                                | 73                                                                 |
| 1986                                                               | 549                                                                | 117                                                                | 100                                                                |
| 1987                                                               | 463                                                                | 140                                                                | 125                                                                |
| 1988                                                               | 513                                                                | 130                                                                | 84                                                                 |
| 1989                                                               | 440                                                                | 158                                                                | 82                                                                 |
| 1990                                                               | 513                                                                | 169                                                                | 143                                                                |
| 1991                                                               | 555                                                                | 279                                                                | 153                                                                |
| 1992                                                               | 680                                                                | 134                                                                | 149                                                                |
| 1993                                                               | 626                                                                | 123                                                                | 109                                                                |
| 1994                                                               | 648                                                                | 149                                                                | 48                                                                 |
| 1995                                                               | 552                                                                | 125                                                                | 74                                                                 |
| 1996                                                               | 528                                                                | 75                                                                 | 43                                                                 |
| 1997                                                               | 673                                                                | 78                                                                 | 47                                                                 |
| 1998                                                               | 611                                                                | 66                                                                 | 50                                                                 |
| 1999                                                               | 494                                                                | 77                                                                 | 36                                                                 |
| 2000                                                               | 378                                                                | 60                                                                 | 54                                                                 |
| 2001                                                               | 385                                                                | 60                                                                 | 79                                                                 |
| 2002                                                               | 343                                                                | 66                                                                 | 46                                                                 |
| 2003                                                               | 412                                                                | 91                                                                 | 44                                                                 |
| 2004                                                               | 451                                                                | 96                                                                 | 42                                                                 |
| 2005                                                               | 504                                                                | 68                                                                 | 47                                                                 |
| 2006                                                               | 532                                                                | 93                                                                 | 78                                                                 |
| 2007                                                               | 522                                                                | 96                                                                 | 39                                                                 |
| 2008                                                               | -                                                                  | -                                                                  | -                                                                  |
| 2009                                                               | 492                                                                | 69                                                                 | 46                                                                 |
| 2010                                                               | -                                                                  | -                                                                  | -                                                                  |
| 2011                                                               | -                                                                  | -                                                                  | -                                                                  |
| 2012                                                               | 582                                                                | 68                                                                 | 75                                                                 |
| 2013                                                               | 528                                                                | 108                                                                | 94                                                                 |
| 2014                                                               | 456                                                                | 89                                                                 | 70                                                                 |
| 2015                                                               | 422                                                                | 73                                                                 | 50                                                                 |
| 2016                                                               | 418                                                                | 70                                                                 | 55                                                                 |
| 2017                                                               | 480                                                                | 45                                                                 | 58                                                                 |
| 2018                                                               | 425                                                                | 71                                                                 | 59                                                                 |
| 2019                                                               | 445                                                                | 73                                                                 | 61                                                                 |
| 2020                                                               | 358                                                                | 85                                                                 | 36                                                                 |
| 2021                                                               | -                                                                  | -                                                                  | -                                                                  |
| 2022                                                               | 506                                                                | 83                                                                 | 99                                                                 |
| 2023                                                               | 441                                                                | 145                                                                | 95                                                                 |
| 2024                                                               | 459                                                                | 107                                                                | 86                                                                 |